# Alba Rumburk
Alba Rumburk (Rugby club Rumburk, Alba RFC) je jediný klub rugby union (tzv. patnáctkové ragby, podle počtu hráčů) v severních Čechách a od 26. února 2014 také 28. člen České rugbyové unie.
Klub byl založen v září 2013 a nachází se ve městě Rumburk v okrese Děčín v Ústeckém kraji.

## Další informace
Klub má v současné době[kdy?] v kádru 23 hráčů s věkovým průměrem 19,9 roku. Vzhledem k omezenému počtu hráčů se v sezóně 2013/14 věnoval pouze sedmičkovému rugby. 26. dubna 2014 mužstvo sehrálo svá první oficiální utkání na hřišti partnerského německého klubu SV Horken Kittlitz s výsledky 10:15, 12:0 a 5:22. Zároveň byl tým přihlášen k hostování na vybraných sedmičkových turnajích Polské sedmičkové ligy a regionální německé soutěže Mitteldeutsche Meisterschaft (mj. vítězství nad polským týmem Black Griffin Swidnica aj.). při svých premiérách v Polsku a Německu tým vždy bodoval a nikdy neskončil poslední. Na českých hřištích klub debutoval v červnu 2014 na hřišti spřáteleného RC Kralupy nad Vltavou, kde na místním turnaji obsadil třetí místo a připsal si vítězství nad B týmem Sparty Praha v poměru 22:5. Vybraní hráči klubu absolvovali červencový kemp Ragbyové akademie Yvese Perrota. Na začátku srpna 2014 klub odehrál historicky první „cross-code clash“ na území ČR, dvojzápas klubu rugby union a rugby league s SC Blades Ústí nad Labem podle pravidel league 9s (s výsledkem 10:8 a 14:18). V tomto dvojzápase se utkali aktuálně nejmladší union klub v ČR (Alba) a league klub v ČR (Blades). Od sezóny 2014–2015 bude klub participovat také v české sérii sedmiček.
Cílem klubu je jeho stabilizace a rozvoj směrem k patnáctkovému rugby ve všech věkových kategoriích. Klub spolupracuje s Ragbyovou akademií Yvese Perrota a Schrödingerovým institutem. Generálním sponzorem klubu je firma SportLife Hotel Rumburk. Klubové barvy klubu jsou modrá a bílá. Název klubu vyjadřuje afinitu k iroskotskému a obecně keltskému rugby. V znaku klubu je lev, odtud nickname „Lvi“, „Lions“. Motto klubu: „Rugby for everybody, rugby for ever.“